# Stadion Soniaczny w Charkowie
Stadion "Soniaczny" (ukr. Cтадіон «Сонячний» в Харкові, Stadion "Soniacznyj" w Charkowi) – stadion w Charkowie. Jest rezerwowym stadionem klubu piłkarskiego Metalist 1925 Charków oraz stadionem domowym Metał Charków i ŻFK Żytłobud-2 Charków. Może pomieścić 4924 widzów. Na dzień 24 lipca 2020 roku stadion należy do drugiej kategorii według klasyfikacji UAF.

## Historia
Stadion "Soniaczny" w Charkowie został zbudowany w 2011 roku przez Kolej Południową w ramach przygotowań do Mistrzostw Europy w Piłce Nożnej 2012. Podczas Euro-2012 stadion służył jako zapasowa baza treningowa dla uczestników turniejów, w szczególności dla reprezentacji Holandii.
W ciągu pięciu sezonów (od sierpnia 2012 do czerwca 2017) Helios Charków rozgrywał na stadionie mecze domowe o mistrzostwo i puchar Ukrainy. W sezonie 2017/18 „Soniaczny” był stadionem zapasowym Heliosa.
W czerwcu 2013 roku „Soniaczny” stał się jednym ze stadionów, na których rozgrywano Międzynarodowy Turniej Rugby poświęcony pamięci A.W. Martyrosiana.
W sezonie 2016/2017 Desna Czernihów rozegrała również na stadionie trzy mecze domowe o mistrzostwo i jeden mecz Pucharu Ukrainy, nie mogąc grać u siebie ze względu na jego zamknięcie z powodu rekonstrukcji.
9 lipca 2017 klub piłkarski Metalist 1925 Charków zagrał swój pierwszy profesjonalny mecz na stadionie „Soniaczny”. W sierpniu tego samego roku drużyna rozegrała jeszcze 3 mecze u siebie na Słonecznym.
W pierwszej części sezonu 2019/20 FK Wołczańsk gościł na stadionie swoje mecze Amatorskich Mistrzostw Ukrainy.
30 września 2020 roku na stadionie odbył się finał Pucharu Ukrainy w piłce nożnej kobiet sezonu 2019/20. W tym meczu Żytłobud-2 Charków zwyciężył Schid Stara Majaczka 1:0.
W sezonie 2020/21 na stadionie gra swoje mecze domowe Metał Charków.
21 maja 2022 został poważnie uszkodzony przez rosyjski ostrzał.